# 素敵な夢を叶えましょう
素敵な夢を叶えましょう（すてきなゆめをかなえましょう）は、毎日放送で、2006年6月30日、7月7日、21日の深夜（このため、日付上は7月1日、8日、22日未明）1:10 - 1:40（JST）に放送された全3回のテレビドラマのタイトルである。

## 出演
- 杏さゆり
- ゆうたろう
- 木村明浩（バッファロー吾郎）
- 中山功太　など。

## 協賛
（スポンサーではないが、設定上登場する。）
- NTT西日本
- glico（第3話のみ）